# Formblåsning

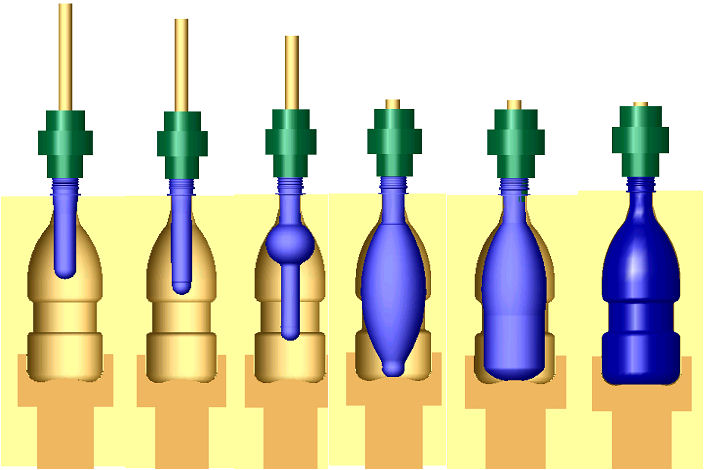
Formblåsning av en plastflaska.

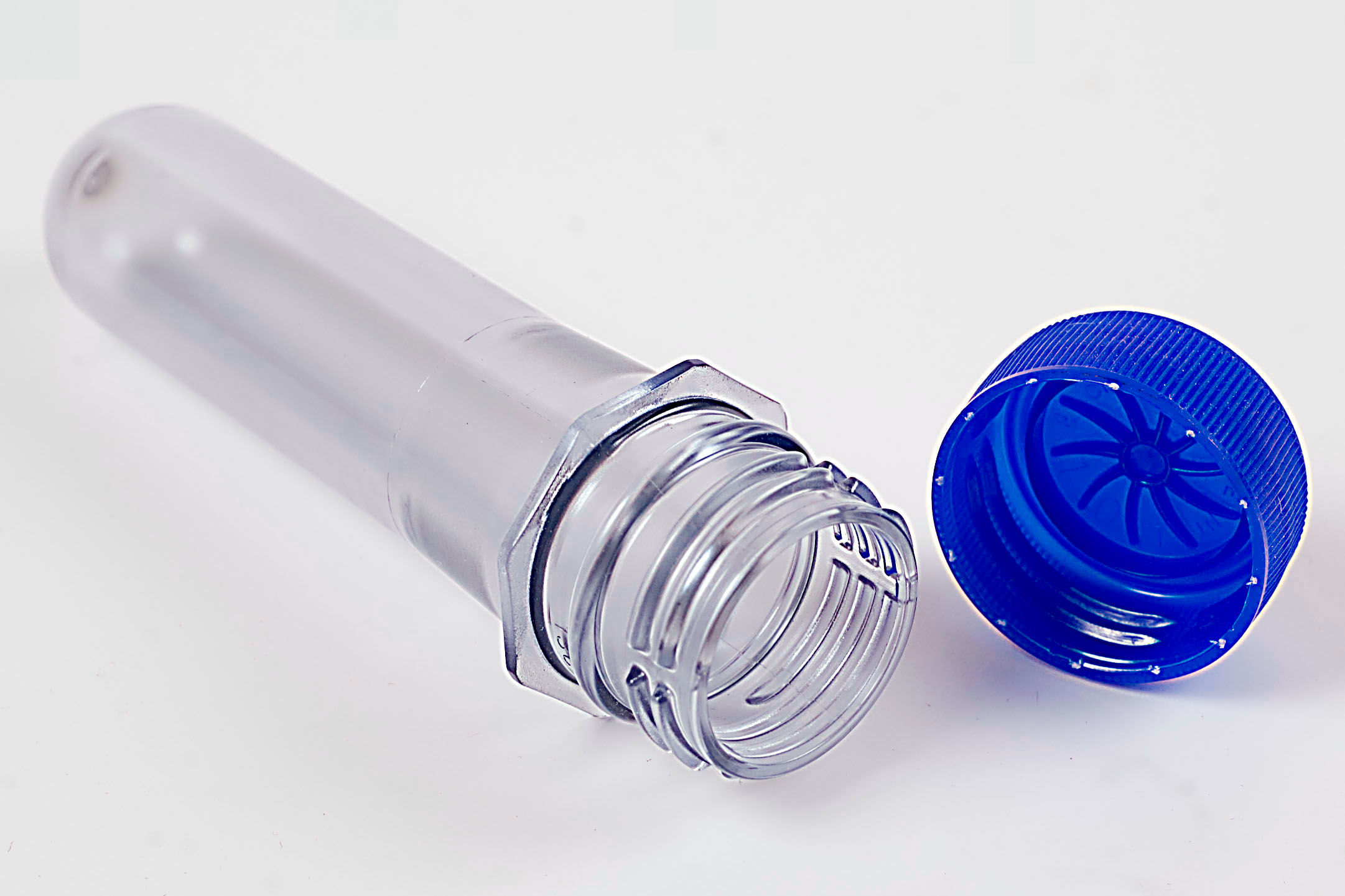
Råmaterial till en PET-flaska före formblåsningen.

Formblåsning är en av de vanligaste metoderna för tillverkning av föremål av termoplast som innehåller hålkroppar. Metoden är en vidareutveckling på extrudering och fungerar lite som glasblåsning. Ett rör trycks ut från en extruder ner i en kammare som har den önskade formen när polymerröret är lika långt som formen sluts kammaren helt och gas strömmar in. Gasen fyller röret (som täppts till i bakänden) och pressar ut det till att lägga sig enligt kammarens form. Formen kan därefter kylas och produkten tas ut. Ett viktigt exempel på denna process är tillverkningen av PET-flaskor.